# 2327 Gershberg
2327 Gershberg eller 1969 TQ4 är en asteroid i huvudbältet som upptäcktes den 13 oktober 1969 av den rysk- sovjetiska astronomen Bella Burnasjeva vid Krims astrofysiska observatorium på Krim. Den är uppkallad efter den sovjetisk-ukrainske astronomen Roald Hersjberg (ryska: Roald Jevgenjevitj Gersjberg).
Asteroiden har en diameter på ungefär fem kilometer.